# Der Frühling (Manet)

Der Frühling
Édouard Manet, 1881
74 × 51,5 cm
Öl auf Leinwand
J. Paul Getty Museum, Los Angeles

Der Frühling oder Jeanne (französisch Le Printemps oder Jeanne) ist ein Gemälde des französischen Malers Édouard Manet. Das 1881 in Öl auf Leinwand gemalte Werk hat eine Höhe von 74 cm und eine Breite von 51,5 cm. Es zeigt die spätere Schauspielerin Jeanne Demarsy in einem eleganten weißen Kleid mit Blütendekor vor einem Pflanzenhintergrund. Das Bild ist Teil einer geplanten Reihe, bei der die vier Jahreszeiten durch Frauen dargestellt werden sollten. Hiervon kamen jedoch nur die Motive Frühling und Herbst zur Ausführung. Manet zeigte Der Frühling 1882 im Salon de Paris, wo es von der Kritik positiv aufgenommen wurde. Nach dem Bild entstanden verschiedene Radierungen und es wurde bereits 1882 farbig reproduziert. Das Gemälde Der Frühling gehört zur Sammlung des J. Paul Getty Museums in Los Angeles.

## Bildbeschreibung
Das Gemälde zeigt eine junge Frau als Halbfigur in Profilansicht vor einem floralen Hintergrund. Dargestellt ist die etwa sechzehnjährige Jeanne Demarsy, die Manet in diesem Bild in der Gestalt des Frühlings porträtierte. Das zum linken Bildrand weisende Gesicht hat einen hellen Teint, der in Teilbereichen eine leichte Roséfärbung aufweist. Die Kontur von der Stirn über die Stupsnase und die üppigen roten Lippen bis zum Kinn ist mit feiner Linie gezeichnet. Ihre braunen Augen blicken geradeaus zum Bildrand oder, wie der Kunsthistoriker Gotthard Jedlicka schreibt, „mit jugendlicher, fast kindlicher Nachdenklichkeit vor sich hin“. Deutlich zu erkennen sind die langen Wimpern und dichten dunklen Augenbrauen. Ihr ebenfalls dunkles Haar schaut in leicht gelockter Form unter einer Capote (Kapotthut) hervor.
Die Capote ist nach vorn mit reicher weißer Rüschendekoration versehen. Auf dem bräunlichen Hut sind als Verzierung verschiedene Blüten in Mauve und Gelb-Weiß angebracht. Breite dunkle Bänder reichen vom hinteren Teil der Capote entlang des Halses nach vorn und sind unter dem Kinn zu einer Schleife gebunden. Neben dem Hut gehört das eng anliegende weiße Kleid mit Blumendekor zur modischen Aufmachung der Jeanne Demarsy. Es ist zum Hals hin geschlossen und hat eine Kürasstaille (auch Geigentaille), wie sie für die Pariser Damenmode um 1880 typisch ist. Der im Bild zu sehende halblange Ärmel reicht bis über den Ellenbogen. Während der Stoff am Oberarm ebenfalls eng anliegend ist, fällt er am weit geschnittenen Ärmelende in Falten nach unten. Das weiße Kleid ist mit einem floralen Muster versehen, bei dem im oberen Bereich detailreich einzelne blaue und gelbe Blüten sowie grüne Blätter zu erkennen sind. Zum unteren Bildrand hin hat Manet diese Feinmalerei durch einen impressionistischen Pinseldukuts ersetzt. Hier verschwimmen die Einzelheiten des Stoffmusters und werden durch kurze, vertikale Pinselstriche ersetzt.
Der dem Bildbetrachter zugewandte linke Unterarm steckt in einem langen beigefarbenen Handschuh, der bis unter den Ärmel des Kleides reicht, sodass hier keine Haut zu sehen ist. Am Handgelenk trägt Mademoiselle Demarsy einen schmalen Goldreif mit einer kleinen Perle oder einem Edelstein. Die linke Hand umfasst den Stock eines Sonnenschirms, den sie wie ein Soldat sein Gewehr über die Schulter gelegt hat. Der geöffnete Sonnenschirm (auch Parasol) füllt die obere rechte Ecke aus und wird vom rechten Seitenrand abgeschnitten. Er ist – ähnlich wie die Handschuhe – mit einem beigefarbenen Stoff bespannt und am Rand mit einer Spitzenbordüre versehen.
Hinter Jeanne Demarsy steht ein üppiger Strauch mit zahlreichen grünen Blättern. Möglicherweise handelt es sich hierbei um Rhododendron, der im Frühjahr seine Blüten hervorbringt. Eine solche Blüte ist außerdem in der linken oberen Ecke zu sehen, wo der blaue Himmel hinter dem Strauch durchscheint. Im Geäst am unteren rechten Bildrand geht der Blick auf eine hinter dem Strauch befindliche Wiese. Möglicherweise ist hier eine Gartenbank skizziert. Bei zwei rechts oberhalb der Schulter platzierten roten Farbtupfern könnte es sich um weitere Blüten, aber auch um das Dach eines Hauses handeln. Das Bild ist am unteren Bildrand links im Pflanzengrün neben dem Kleid mit „Manet 1881“ in Schwarz signiert.
Für Gotthard Jedlicka stellt die im Hintergrund zu sehende „Gartenwildnis“ einen Gegensatz zur „städtischen Anmut“ der Porträtierten dar. Er sieht im Gesicht der jungen Frau „eine Frucht“, die wie „der Frühling selber auf seine Entfaltung zu warten scheint“. Die Kunsthistorikerin Juliet Wilson-Bareau betont, im Zusammenspiel von geblümtem Kleid, Sonnenschirm, Blumen auf dem Hütchen, blauem Himmel und Blattwerk „erweckt das Bild von Jeanne die Vorstellung von Frühling unmittelbar“.

## Der Frühlingals Teil eines Jahreszeitenzyklus
Das Gemälde Der Frühling gehört zu einem von Manet geplanten Zyklus, bei dem schöne Frauen die vier Jahreszeiten darstellen sollten. Die Idee hierzu kam von Manets Schulfreund Antonin Proust, der das Bild Der Frühling später erwarb. Die Jahreszeiten durch weibliche Figuren personifiziert abzubilden, hat eine lange Tradition und findet sich bereits in der hellenistischen und römischen Kunst. Seit der Renaissance wandten sich Maler diesem Thema immer wieder zu und wählten neben Frauenporträts auch Landschaftsbilder, um die vier Jahreszeiten darzustellen. So malte Manets Zeitgenosse Camille Pissarro 1872 die vier Jahreszeiten als impressionistische Landschaften. Manet hatte aber weder die Absicht, Landschaften zu malen, noch im engeren Sinne die von ihm porträtierten Frauen als Allegorien darzustellen. Für ihn lag der Fokus in der Darstellung auf der „typischen Pariserin“ – attraktive junge Frauen in modischer Kleidung, wie sie der Flaneur bei seinen Spaziergängen in den Straßen von Paris oder im Jardin des Tuileries beobachten konnte.
Als erstes Bild von Manets geplanter Reihe entstand das Gemälde Der Frühling. Für die Bildkomposition einer weiblichen Figur im Halbprofil vor einem Hintergrund mit Gartenpflanzen könnte das Porträt einer Prinzessin aus dem Hause Este von Antonio Pisanello Vorbild gewesen sein, das Manet von seinen zahlreichen Besuchen im Louvre sicher kannte. Für die Frau im weißen Kleid mit Blütendekor liegt ein Bezug zur Figur der Flora im Gemälde Primavera von Sandro Botticelli nahe. Manet hatte das Bild während einer Italienreise 1853 in den Uffizien in Florenz gesehen. Eine weitere Inspiration zu diesem Gemälde Manets waren vermutlich auch die japanischen Ukiyo-e-Holzschnitte, die er spätestens seit der Pariser Weltausstellung 1867 kannte. In der von Kitagawa Utamaro geschaffenen Reihe mit Kurtisanenporträts befindet sich beispielsweise die Darstellung der Kurtisane Hanaôgi aus dem Ogiya-Haus, die wie Manets Jeanne Demarsy in Der Frühling im geblümten Kleid als Halbfigur zu sehen ist.

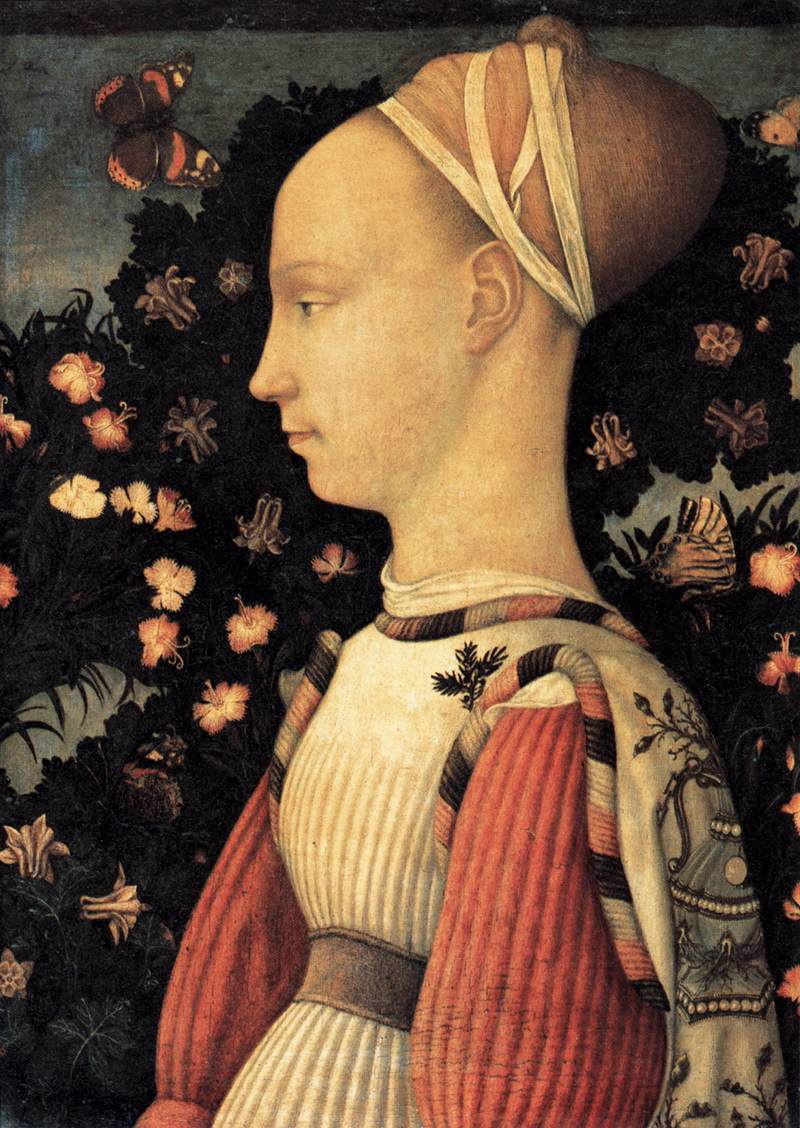
Antonio Pisanello: Porträt einer Prinzessin aus dem Hause Este, um 1436–1438 Louvre, Paris
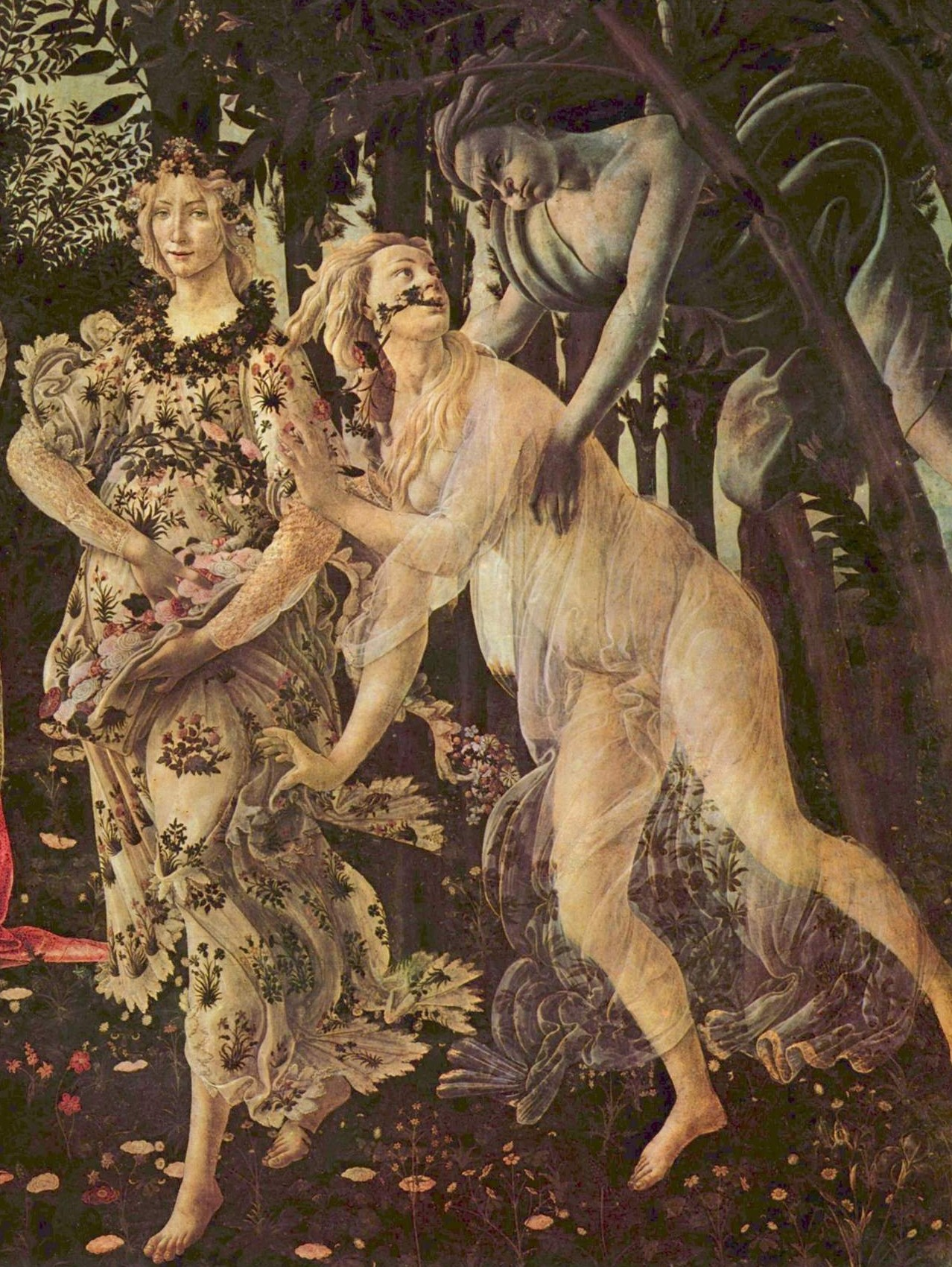
Sandro Botticelli: Primavera (Ausschnitt: links Flora, Mitte Chloris, rechts Zephyr), um 1482–1487, Uffizien, Florenz
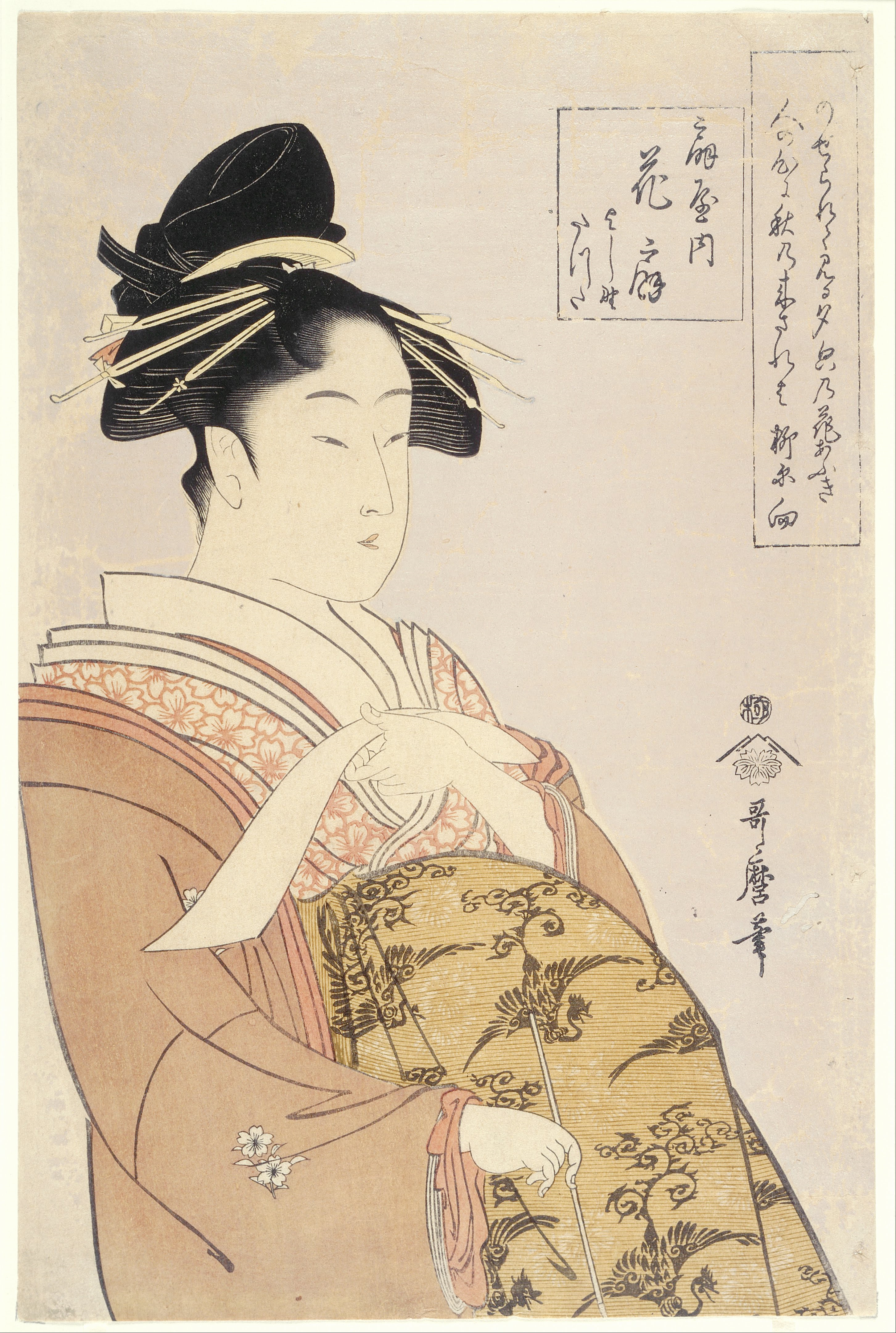
Kitagawa Utamaro: Kurtisane Hanaôgi aus dem Ogiya-Haus, um 1806–1807, verschiedene Standorte

Manet malte Der Frühling nicht in freier Natur, wie der blühende Strauch im Hintergrund vermuten lassen könnte. Jacques-Émile Blanche berichtet, dass es in seinem Atelier in der Pariser Rue d’Amsterdam entstand. Als Modell wählte er die junge, sechzehnjährige Jeanne Demarsy, die Jahre später als Schauspielerin auf Pariser Theaterbühnen stand. Manets Biograf Adolphe Tabarant beschrieb sie als bien jolie, mignonne, pimpante, effrontée, un papillon de boulevard („sehr hübsch, reizend, adrett, frech, ein Boulevard-Schmetterling“). Andere Autoren werden zur Rolle von Jeanne Demarsy in der Pariser Gesellschaft deutlicher und bezeichnen sie als „Halbweltlerin“ oder zählen sie zur „Creme der Pariser Kurtisanenszene“. Manet hat sie mehrfach porträtiert, beispielsweise als Brustbildnis Junge Frau mit Pelerine (Musée des Beaux-Arts, Lyon). Im Pastell Auf der Bank (Pola Museum of Art, Hakone) erscheint ihr Kopf wie in Der Frühling im Profil vor einem floralen Hintergrund.
Mindestens ebenso wichtig wie die Wahl des Modells war für Manet die Auswahl der richtigen Garderobe. Er folgte hierbei den Ansichten des Schriftstellers Charles Baudelaire, der die Aufgabe des modernen Malers darin sah, „das Poetische der zeitgenössischen Kleidung zu erfassen“. Manet war fasziniert von der aktuellen Damenbekleidung und begleitete oftmals seine weiblichen Bekanntschaften in die Modehäuser von Paris. Für das Gemälde Der Frühling erstand er eigens bei der bekannten Modistin Madame Virot einen blumengeschmückten Hut, und bei Madame Derot suchte er den Stoff für das Kleid aus. Nach den Sitzungen von Jeanne Demarsy im Atelier bat er sie, ihm das Kleid auszuleihen, damit er in ihrer Abwesenheit im Gemälde die Stoffpartien weiterbearbeiten könne. Von Jacques-Émile Blanche ist überliefert, wie sehr Manet bemüht gewesen sei, den seidigen Glanz des Stoffes im Bild festzuhalten. Selbst der blaue Himmel im Hintergrund habe Manet Schwierigkeiten bereitet, da er zu viel Dominanz von der Farbe befürchtete.
Nach Fertigstellung des Gemäldes Der Frühling wandte sich Manet in der Jahreszeitenfolge dem Thema Herbst zu. Er bat hierfür, ebenfalls 1881, seine 32 Jahre alte Freundin Méry Laurent Modell zu stehen. Sie ist heute weniger für ihre Bühnenkarriere als Schauspielerin bekannt, sondern als Kurtisane, die von finanziellen Zuwendungen wohlhabender Männer lebte. Auch von ihr hatte Manet bereits zuvor eine Reihe anderer Bildnisse gemalt. Für das Porträt mit dem Titel Herbst (Musée des Beaux-Arts de Nancy) hatte Méry Laurent extra eine mit Pelz besetzte Jacke im Modehaus von Charles Frederick Worth erworben. Wie vorher im Gemälde Der Frühling ist auch der Hintergrund bei Méry Laurent im Herbst mit Blüten geschmückt. Statt in einer Gartenszene steht sie allerdings vor einem als Wandbehang genutzten japanischen Gewand. Die Kunsthistorikerin Manuela B. Mena Marqués hat auf die enge Verbindung zwischen Frauen und Blumen in Manets Werk hingewiesen. Bereits in seinen Gemälden aus den 1860er Jahren gibt es immer wieder Darstellungen von Frauen, denen Blumen als Dekoration beigegeben sind. Beispielsweise ist der weibliche liegende Akt im Bild Olympia mit einer Blume im Haar geschmückt und in Der Balkon gibt es neben einer Frau mit blumenverziertem Hut eine blühende Topfpflanze, die neben der sitzenden weiblichen Hauptfigur platziert ist. Für Manet – so Mena Marqués – seien Blumen die natürlich Ergänzung zu Frauen. Beide zeichneten sich durch ihre flüchtige, zarte und sinnliche Schönheit aus und selbst ihr Duft sei in einer Epoche der schweren Parfums ähnlich. Die Kunsthistorikerin Maryanne Stevens sieht in Manets Werken ebenfalls eine deutliche Beziehung zwischen Frauen und Blumen. In Der Frühling – so Stevens – erscheint Jeanne Demarsy selbst wie eine Blüte, die aus dem grünen Blattwerk des Hintergrunds hervorzuwachsen scheint. Bereits bei der Vorstellung des Gemäldes im Salon de Paris zeigte sich der Journalist Maurice de Seigneur ähnlich begeistert. Er verglich Jeanne Demarsy mit einer lebenden Blume. Sie sei keine Frau, sondern ein Bouquet.
Im Salon von 1882 hatte Manet neben dem Bild Der Frühling das großformatige Gemälde Bar in den Folies-Bergère (Courtauld Institute of Art, London) ausgestellt. Beide Werke fanden bei der Kritik positive Resonanz. Für Manet war dies keine Selbstverständlichkeit, denn er hatte mit seinen Bildern in den Jahren zuvor oftmals Ablehnung erfahren. Den Herbst stellte er zu Lebzeiten nicht öffentlich aus, und dennoch war die darin porträtierte Méry Laurent im Salon von 1882 zu sehen. Sie ist, ebenso wie Jeanne Demarsy, in der Zuschauermenge im Hintergrund des Bildes Bar in den Folies-Bergère zu sehen. Nach Der Frühling und Herbst hat Manet die Jahreszeitenfolge nicht mehr vollendet. Die letzten Monate vor seinem Tod 1883 war er zu sehr von Krankheit gezeichnet, um diese Bilder-Reihe abzuschließen. Die Kunsthistorikerin Anne Coffin Hanson hat vermutet, dass Manet das Gemälde Amazone, blauer Grund (Museo Thyssen-Bornemisza, Madrid) als Sommermotiv vorgesehen hatte. Das Bild, für das Henriette Chabot Modell stand, konnte Manet nicht mehr vollenden. Gegen diese These spricht allerdings eine Äußerung von Manets Patenkind Léon Leenhoff. Demnach habe Manet für den Sommer ebenfalls Jeanne Demarsy und für den Winter Méry Laurent als Modell vorgesehen.

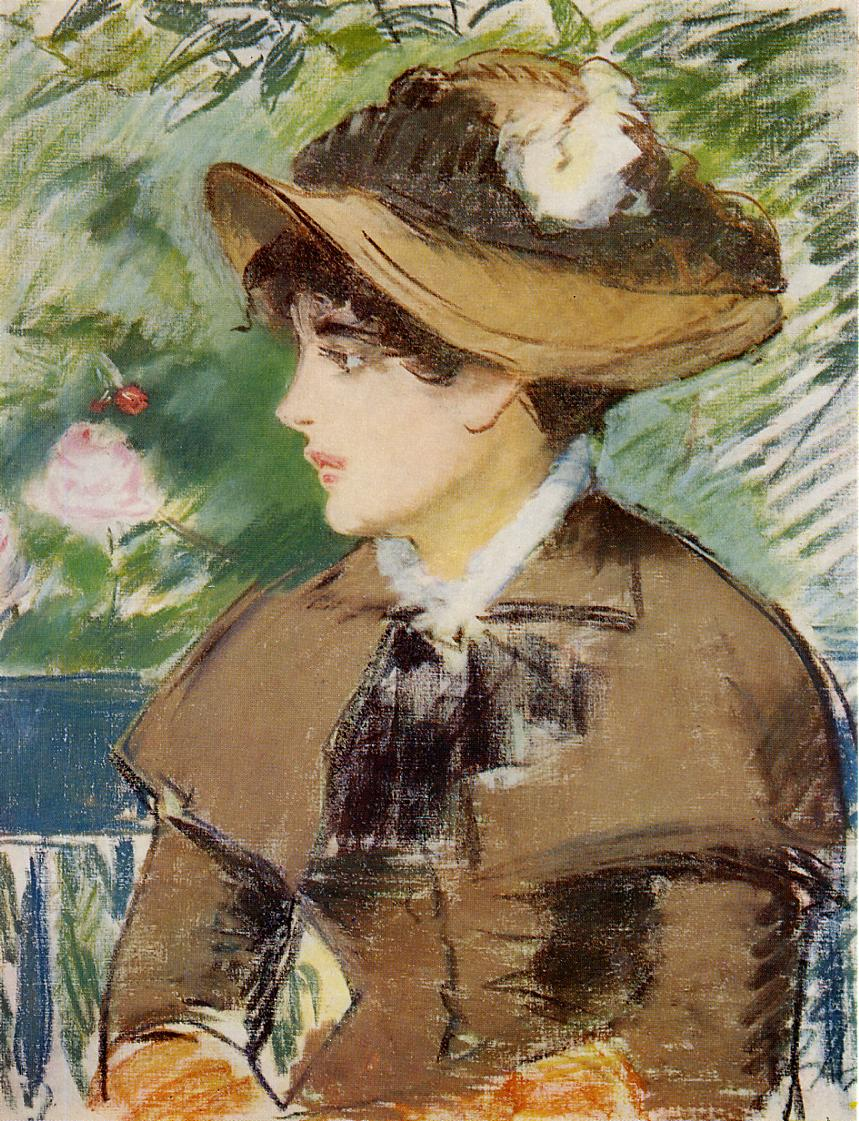
Édouard Manet: Auf der Bank, 1881
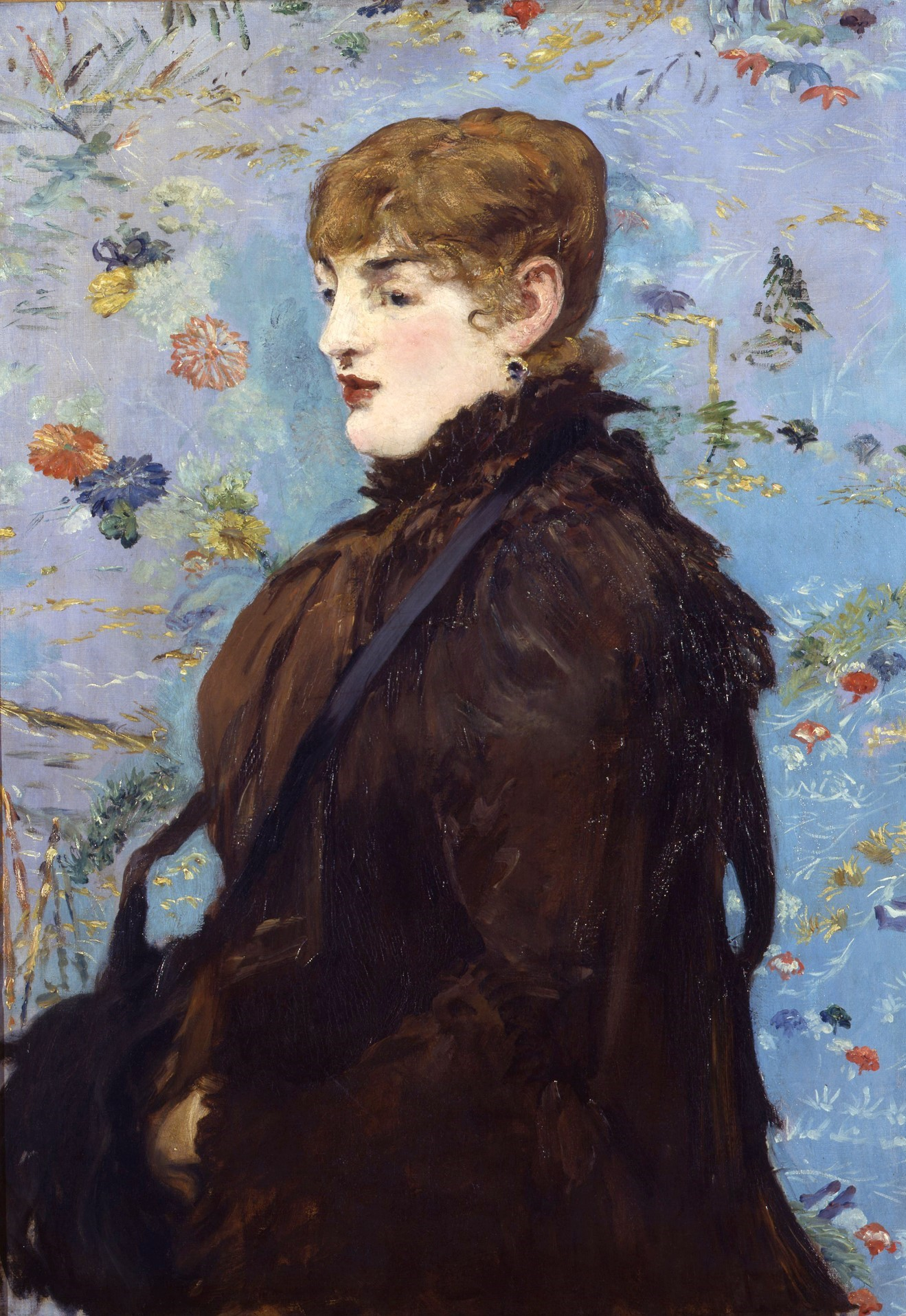
Édouard Manet: Herbst, 1882
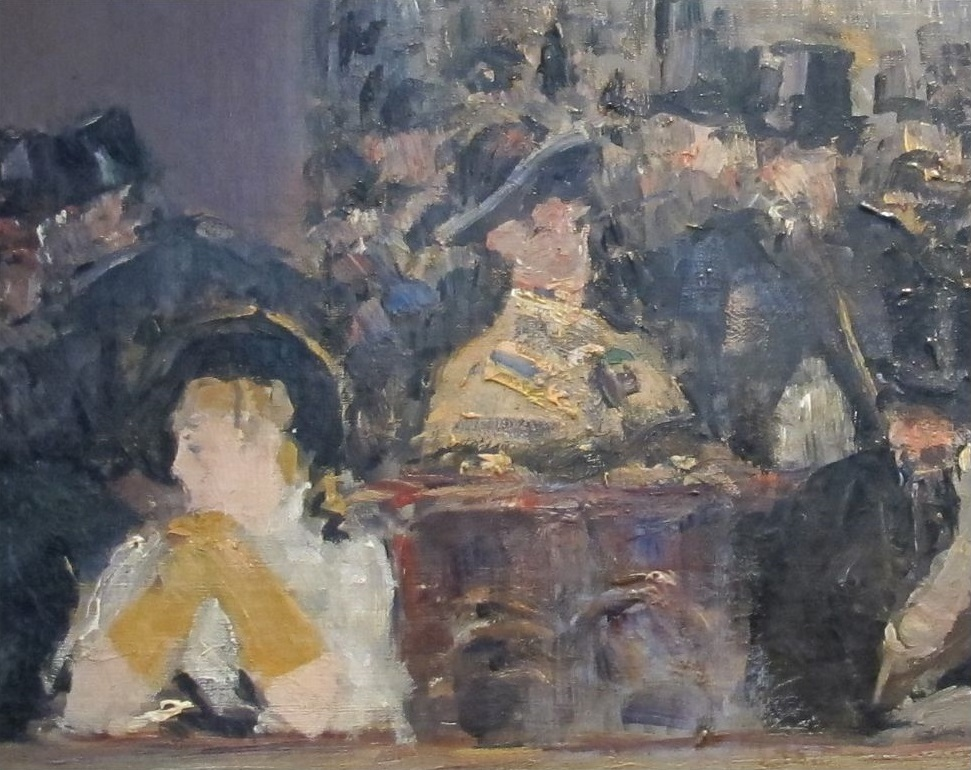
Édouard Manet: Bar in den Folies-Bergère (Detail), 1881
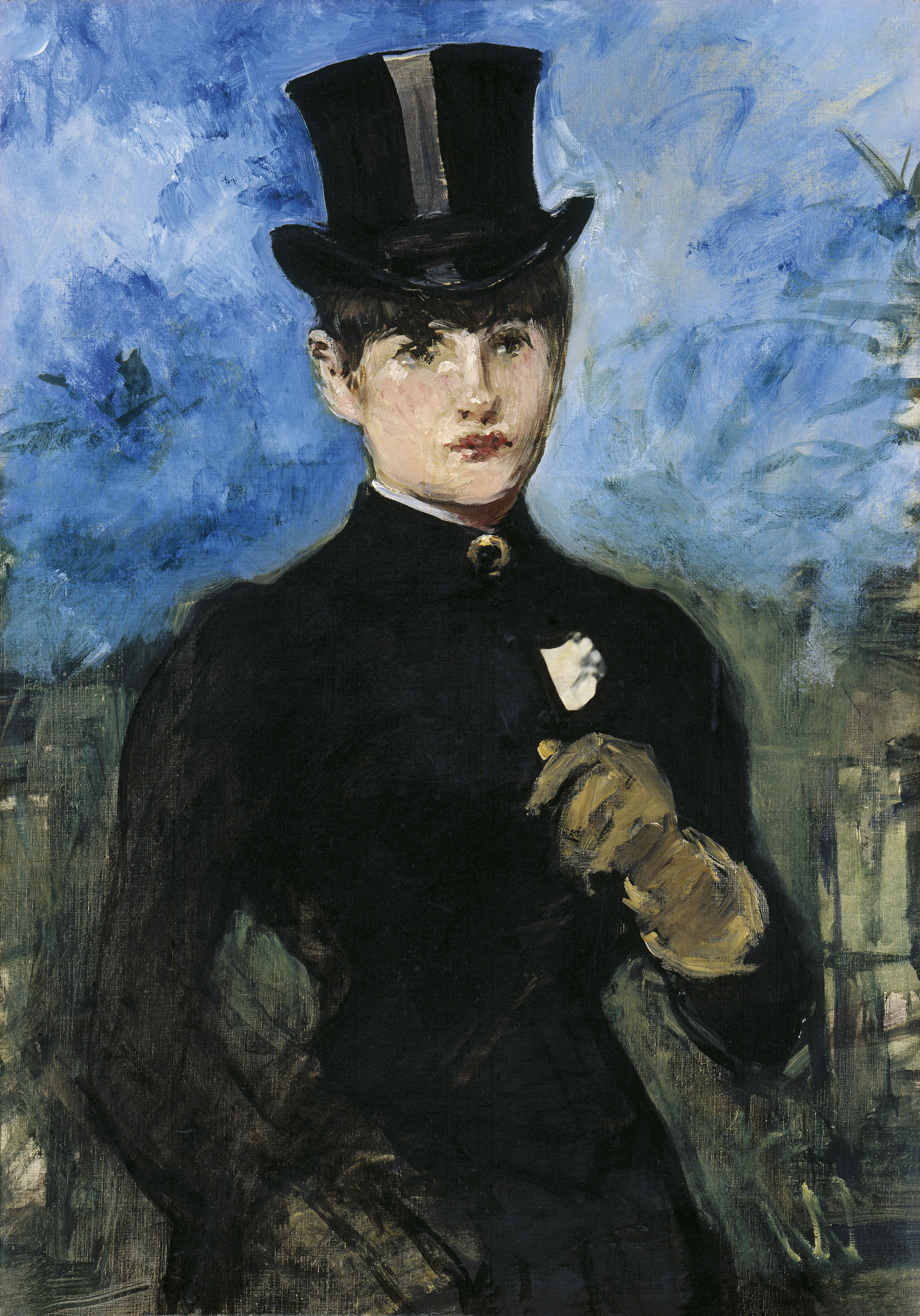
Édouard Manet: Amazone, blauer Grund, 1882,

## Manets Reproduktionen vonDer Frühling
Die von Manet im Salon de Paris 1882 ausgestellten Gemälde Bar in den Folies Bergère und Der Frühling hatten beide sofort Erfolg beim Publikum. Der Kritiker Gustave Goetschy bat Manet am 29. April 1882 um eine Reproduktion, die am Folgetag einen Artikel mit einer Salonbesprechung in der Zeitung Le Soir illustrieren sollte. Manet antwortete Goetschy, er könne keine Zeichnung von der Bar herstellen, welche die Halbtöne ausschließe. Er werde aber das Bild Jeanne machen. Tatsächlich erschienen ist solch eine Reproduktion aber erst am 1. Juni 1882 in der Gazette des Beaux-Arts. Manet ließ hierzu eine seitenverkehrte Schwarzweißfotografie von dem Gemälde herstellen. Auf der Rückseite des auf Albuminpapier abgezogenen Fotos hat er anschließend die durchscheinenden Umrisse mit Bleistift nachgezeichnet. Die weitere Ausführung der Zeichnung erfolgte mit Tinte. Die Originalfotografie mit der Zeichnung auf der Rückseite befindet sich heute in der Sammlung des Fogg Art Museum in Cambridge (Massachusetts). Die nach dieser Zeichnung ohne Halbtöne entstandene Radierung ist nur als Reproduktion in der Gazette des Beaux-Arts bekannt. Manet scheint mit dem Ergebnis unzufrieden gewesen zu sein und ließ von Henri Guérard eine zweite Radierung stechen, die ihn jedoch auch nicht zufrieden stellte. Diese Radierung wurde erst nach Manets Tod in den Jahren 1890, 1894, 1902 und 1905 reproduziert. Es gibt zahlreiche Drucke von dieser Radierung in öffentlichen und privaten Sammlungen. Die Originalkupferplatte befindet sich in der Bibliothèque nationale de France in Paris.
Zudem hatte Manet von Charles Cros eine Farblithografie herstellen lassen. Die Farbreproduktion der Dreifarbenfotografie erschien in einer von Ernest Hoschedé publizierten Broschüre mit dem Titel Impressions de mon voyage au Salon de 1882. Der nach einer Aufnahme des Ölgemäldes gemachte fotografische Farbdruck gibt hierbei das Bild seitenverkehrt wieder. Es war die erste farbige Photogravüre, die nach dem von Charles Cros entwickelten Verfahren gedruckt wurde. Die von dem Drucker Tolmer ausgeführte Reproduktion scheint zumindest Charles Cros zufrieden gestellt zu haben. In einem Brief an Manet schrieb er: „Das Unternehmen hat alle Erwartungen übertroffen. Ich bin sehr froh darüber, meine abschließenden Arbeiten nach einem ihrer Werke vorgenommen zu haben.“

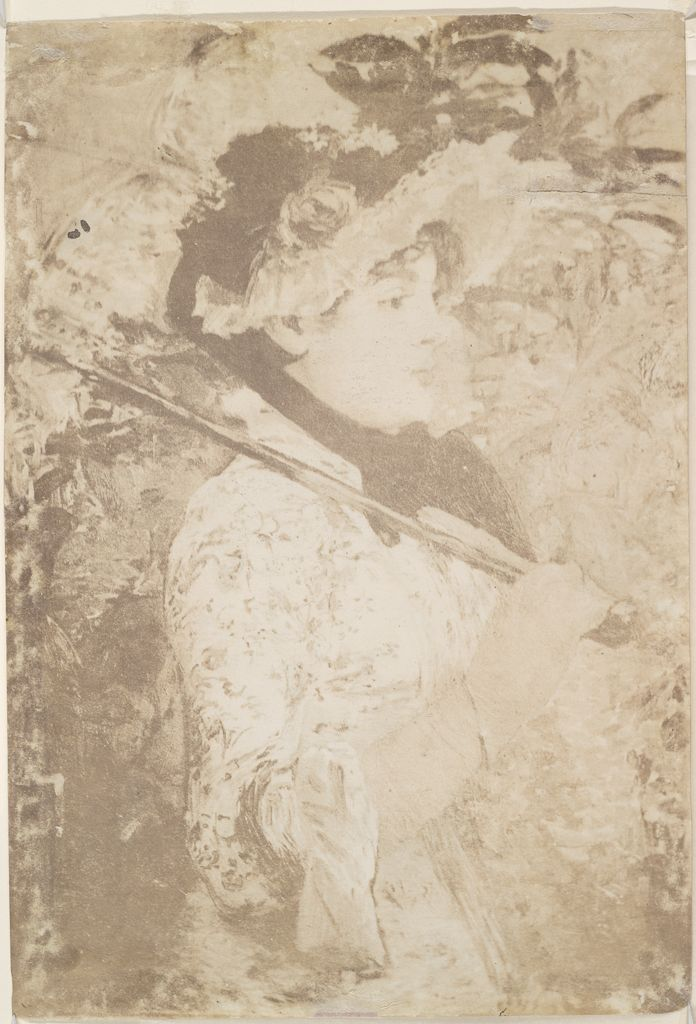
Édouard Manet: Der Frühling, Fotografie von 1882, seitenverkehrt
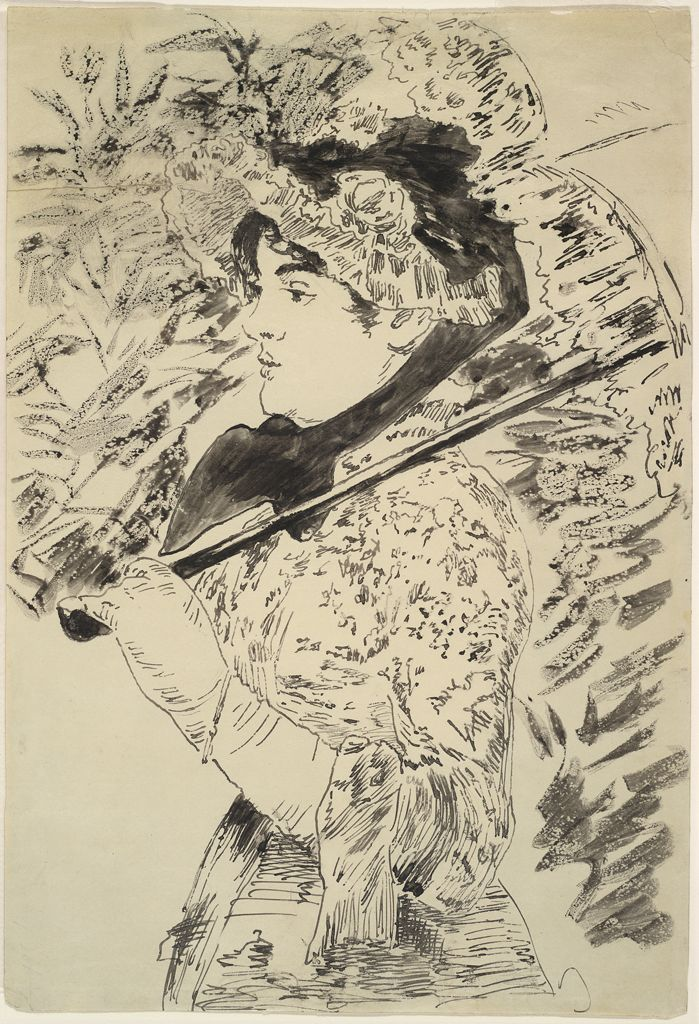
Édouard Manet: Der Frühling, Bleistift und Tuschzeichnung auf der Rückseite der Fotografie
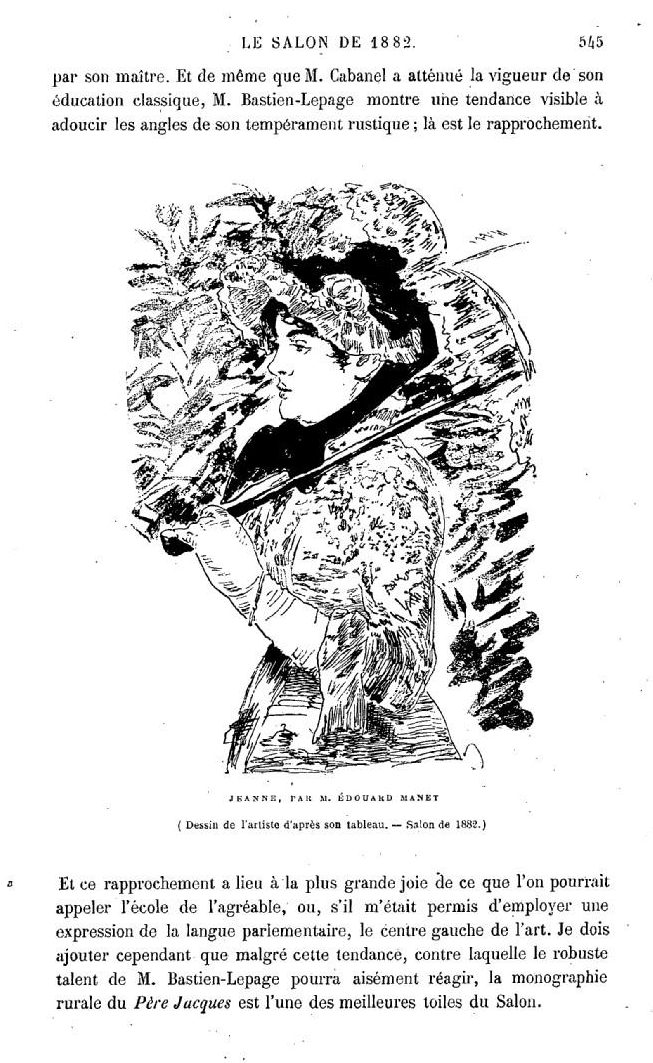
Édouard Manet: Der Frühling, Radierung ohne Halbtöne
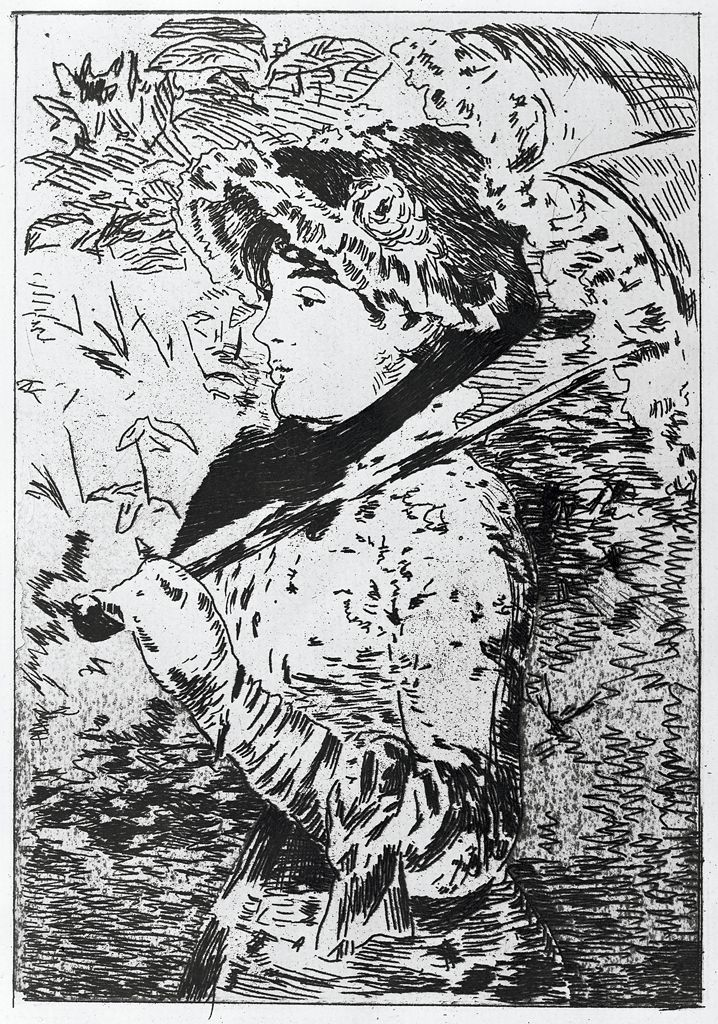
Édouard Manet: Der Frühling, zweite Radierung
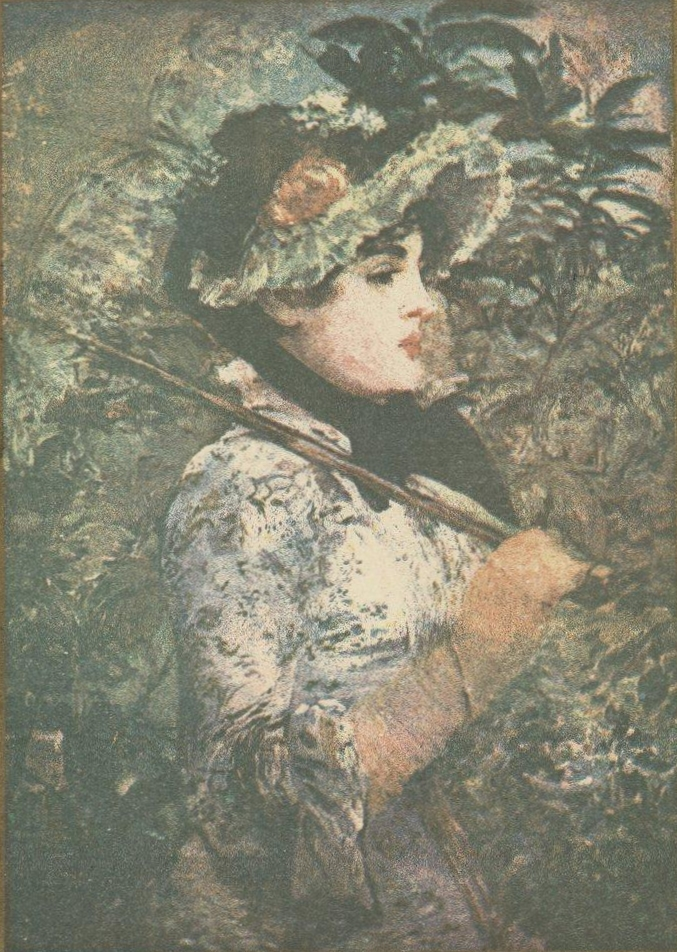
Édouard Manet: Der Frühling, seitenverkehrte Farblithografie

## Provenienz
Manet verkaufte das Bild am 2. Januar 1883 für 3000 Franc an seinen Freund Antonin Proust. Von ihm erwarb es 1902 der Opernsänger Jean-Baptiste Faure, der eine der umfangreichsten Sammlungen mit Gemälden Manets – darunter zahlreiche seiner Hauptwerke – besaß. Faure verkaufte das Bild am 13. März 1907 an die Pariser Kunsthandlung Durand-Ruel. Diese behielt das Gemälde zwei Jahre in ihrem Bestand, bevor sie es in ihrer New Yorker Filiale am 24. November 1909 an den Sammler Colonel Oliver Hazard Payne (1839–1917) verkaufte. Das Bild blieb mehr als 100 Jahre in der Familie Payne. Nach dem Tod des kinderlosen Oliver Hazard Payne erbte sein Neffe Harry Payne Bingham (1887–1955) das Bild. Dessen Nachkommen stellten das Gemälde von 1993 bis 2014 der National Gallery of Art in Washington, D.C. als Dauerleihgabe zur Verfügung. Am 5. November 2014 kam das Bild in der New Yorker Filiale des Auktionshauses Christie’s zur Versteigerung. Für 65.125.000 US-Dollar erwarb das J. Paul Getty Museum in Los Angeles das Gemälde. Es ist der bisher höchste Preis, der für ein Werk von Manet bei einer Auktion bezahlt wurde.